# Свідрівка
Свідрівка, Бродниця — річка у Ляховицькому районі, Берестейська область, Білорусь. 
Ліва притока Щари (басейн Німану).

## Опис
Довжина річки 21 км, похил річки 2 м/км , площа басейну водозбору 74 км² . Формується притоками та безіменними струмками. Річище протягом 7,2 км каналізоване.

## Розташування
Бере початок за 1,5 км на північний схід від села Рачкани. 
Тече переважно на південний захід через село Медведичі (колишнє містечко) і за 1,5 км на південь від села Меляхи впадає у Щару, ліву притоку Німану.